# David Komnenos (Trapezunt)
David Komnenos (reg. 1458–1461; † 1. November 1463 in der Burg Yedikule im  heutigen Istanbul) war der letzte Herrscher des Kaiserreichs Trapezunt.

## Leben
Der aus dem Herrschergeschlecht der Komnenen stammende David wurde 1459 zum Kaiser gekrönt. Sein an der Nordostküste Kleinasiens gelegenes kleines Reich war nach der Eroberung Konstantinopels am 29. Mai 1453 und der Beseitigung des letzten Restes oströmischer Staatlichkeit auf der Peloponnes 1460 durch die Osmanen das einzig noch verbliebene Rückzugsgebiet der oströmischen Kultur.
1461 wurde die Reichshauptstadt Trapezunt vom türkischen Sultan Mehmed II. belagert. David übergab die Stadt im August dieses Jahres und wurde mit seiner Familie nach Konstantinopel, später nach Adrianopel gebracht, wo er zunächst als „Pensionär“ des Osmanischen Reiches lebte. Am 26. März 1463 wurde er allerdings verhaftet und eingekerkert. Der Grund dafür war, dass Mehmed II. ein möglicherweise gefälschter Brief in die Hände gefallen war, der entweder Kontakte Davids zu Uzun Hasan zu bezeugen schien, dem Herrscher der Aq Qoyunlu und Gemahl der Tochter von Davids Bruder Johannes IV., oder aber Verbindungen nach Rom, wo ein neuer Kreuzzug gegen die Türken geplant wurde. Von Adrianopel wurde David in das osmanische „Staatsgefängnis“ in der Burg Yedikule gebracht und dort am 1. November 1463 mit nahezu allen männlichen Mitgliedern seiner Familie hingerichtet.